# Padrón Real
El Padrón Real (conegut a partir del 2 d'agost de 1527 com a Padrón General,) era el mapa espanyol principal, oficial i secret, que era utilitzat com a model per als mapes i les cartes nàutiques presents a tots els vaixells espanyols durant els anys 1500. La confecció i el manteniment es feien a Sevilla per la Casa de la Contractació d'Índies. Els pilots dels vaixells espanyols estaven obligats a utilitzar una còpia de la carta oficial, sota el risc de la pena d'una multa de 50 dobles. El mapa probablement incloïa una carta de gran grandària que penjava de la paret de l'antic Alcàsser de Sevilla. Nombrosos cartògrafs oficials i pilots van contribuir al seu desenvolupament, entre ells Amerigo Vespucci, Sebastià Cabot, Alonso de Santa Cruz, José Martín Espinosa de los Monteros i Juan López de Velasco.

## Orígens
Després de fer l'últim dels seus viatges, Amerigo Vespucci va ser convidat el novembre de 1507 a participar com a cartògraf expert a la Junta de Burgos, juntament amb Yáñez Pinzón, Juan de la Cosa i Juan Díaz de Solís. Al febrer de 1508 es va dur a terme la reunió presidida pel rei Ferran, que ja havia recuperat el govern de Castella després de la mort de Felip. Allí es va decidir reprendre els plans d'exploració del Nou Món, especialment els concernents al Pas del Sud. El Rei va comissionar Yáñez Pinzón i Díaz de Solís per a la cerca d'aquest camí a les "illes d'Especieria". Vespucci desitjava organitzar una expedició pròpia al més aviat possible, però a la reunió es va establir que obtindria un nou paper que el mantindria a terra ferma: el 22 de març el rei Ferran el va nomenar «pilot major de Castella», depenent de la Casa de Contractació creada recentment el 1503, l'organisme encarregat de fomentar i regular el comerç i la navegació amb el Nou Món. Les seves funcions serien ensenyar les habilitats de navegació (especialment el maneig del quadrant i de l'astrolabi), cosmografia i pilotatge a la nova escola naval de la ciutat; de seguir i qualificar el progrés dels aprenents; d'aplicar sancions per violació de les normes; d'inspeccionar instruments de navegació i investigar sobre els problemes relacionats amb l'activitat.

A més a més, tenia al seu càrrec la responsabilitat dels registres cartogràfics i hidrogràfics, sent una labor central la confecció del Padrón Real, el mapa al qual figurarien totes les troballes noves. Les disposicions de la Corona van ser clares sobre aquest tema:
| «                   | Mandamos a nuestros oficiales de la Casa de Contratación de Sevilla, que hagan juntar a todos nuestros pilotos, los más hábiles que se hallaren en la tierra a la sazón, é en presencia de vos el dicho Amerigo Despuchi (sic), nuestro piloto mayor, se ordene é haga un padrón de todas las tierras é islas de las Indias que hasta hoy se han descubierto pertenecientes a los nuestros reinos é señoríos, é sobre las razones e consulta dellos, é al acuerdo de vos el dicho nuestro piloto mayor, se haga un padrón general, el cual se llame el padrón Real, por el cual todos los pilotos se hayan de regir é gobernar. | » |
| — Germán Arciniegas | |   |

Aquest va ser l'inici d'una tasca que va ser constantment millorada des de la primera versió de 1507/08. Tots els vaixells que tornaven havien d'informar a la Casa de Contractació de tots els detalls sobre les noves terres o descobriments que haguessin fet, juntament amb les latituds i les longituds. Els oficials del vaixell declaraven sota jurament. Els pilots de la Casa de Contractació traçaven aquesta informació als seus mapes. Quan salpava un nou vaixell, se li proporcionaven cartes que es copiaven del mapa mestre, el Padrón Real, que més tard va ser anomenat Padrón General.
Diego Ribeiro, que va entrar al servei dels espanyols el 1518, va elaborar diverses versions de la carta des de 1525 a 1532, basant-se en les dades obtingudes en la circumnavegació del món de Fernando Magallanes i en les exploracions espanyoles a Amèrica del Nord. Altres revisions de la carta reial van ser dirigides pels cartògrafs reials Alonso de Chaves, el 1536, i Alonso de Santa Creu, el 1542.
Gairebé cap d'aquests mapes ha sobreviscut, però se'n van fer algunes còpies ocasionals per a prínceps i dignataris estrangers, algunes de les quals encara existeixen. Per exemple, a la Biblioteca Medicea-Laurenziana de Florència, hi ha un mapa que es creu còpia del Padrón Real anomenat Salviati Planisferi. Aquest planisferi probablement va ser donat el 1526 per l'emperador Carles V al cardenal Giovanni Salviati, llegat de Climent VII. A l'arxiu del marquesat de Castiglione a Màntua hi ha un altre mapa del món similar, produït gairebé al mateix temps i lliurat per l'emperador al comte Baltasar de Castiglione.
Hi ha altres exemples d'aquests mapes del món copiats del Padrón Real que es van donar a diversos prínceps alemanys. L'exemplar més impressionant còpia del Padrón Real es troba a la Biblioteca Vaticana i va ser lliurat al Papa Climent VII per l'Emperador el 1529.
El Padrón Real va ser similar en principi al mapa principal secret portuguès, el Padrão Real, desenvolupat per l'organització portuguesa de la Casa da Índia, que havia estat establerta a Lisboa el 1500 (o 1501 segons algunes fonts), i que va durar fins a 1755.

## Cartògrafs
Aquesta empresa era una tasca enorme i es va dur a terme amb seriositat, ja que sense una bona ajuda a la navegació, la capacitat d'Espanya per explotar i beneficiar-se dels seus descobriments hagués estat limitada. La Casa de Contractació tenia un gran nombre de cartògrafs i navegants (pilots), arxivers, redactors i conservadors d'actes, administradors i altres persones involucrades en la producció i gestió del Padrón Real.
El famós Amerigo Vespucci, que va fer almenys dos viatges al Nou Món, va ser un pilot que va treballar a la Casa de Contractació fins a la mort el 1512. El 1508 es va crear per a Vespucci un càrrec especial, el de pilot major (cap de navegació), que tenia la responsabilitat de formar els nous pilots per als viatges oceànics. El seu nebot Juan Vespucio va heretar del famós oncle els mapes, les cartes i instruments nàutics, i va ser nomenat així mateix per exercir la mateixa posició d'Amerigo com a pilot oficial del govern espanyol a Sevilla. El 1524, Juan Vespucci va ser nomenat «examinador de pilots», en substitució de Sebastià Cabot, que llavors estava encapçalant una expedició al Brasil.
A les dècades de 1530 i 1540, alguns dels cartògrafs principals (coneguts com a «cosmògrafs») a la Casa de Contractació que van treballar al Padrón General van ser Alonso de Santa Creu, Sebastià Cabot i Pedro de Medina.
El cartògraf Diego Gutiérrez va ser nomenat cosmògraf de la Casa de la Contractació per designació reial el 22 d'octubre de 1554, després de la mort del seu pare Diego el gener de 1554, i va treballar al Padrón General. El 1562, Diego Gutiérrez va publicar un mapa notable titulat Americae ... Descriptio a Anvers. La raó per la qual es va publicar a Anvers en lloc de fer-ho a Espanya va ser perquè els gravadors espanyols no tenien l'habilitat necessària per a imprimir un document tan complicat. Altres cosmògrafs coneguts van ser Alonso de Chaves, Francisco Falero, Jerónimo de Chaves i Sancho Gutiérrez (germà de Diego).
Cap a finals del segle xvi, Juan López de Velasco era el cosmògraf major de Sevilla. Va elaborar un mapa mestre i dotze mapes subsidiaris que reflectien l'imperi espanyol a tot el món en forma cartogràfica. Aquesta gesta va superar tot el fet per altres potències europees en aquell moment. Tanmateix, això va marcar la fi de la supremacia d'Espanya en la cartografia. Després de la labor de Velasco, cartògrafs d'altres països, com ara anglesos, neerlandesos i francesos, van ser més capaços d'organitzar i presentar la informació geogràfica.